# Ardeutica tonsilis
Ardeutica tonsilis es una especie de polilla de la familia Tortricidae. Se encuentra en Costa Rica.